# Канијак
Канијак (фр. Canilhac) насеље је и општина у јужној Француској у региону Лангдок-Русијон, у департману Лозер која припада префектури Манд.
По подацима из 2011. године у општини је живело 142 становника, а густина насељености је износила 19,53 становника/km². Општина се простире на површини од 7,27 km². Налази се на средњој надморској висини од 700 метара (максималној 940 m, а минималној 499 m).

## Демографија
| 1962. | 1968. | 1975. | 1982. | 1990. | 1999. | 2011. |
| ----- | ----- | ----- | ----- | ----- | ----- | ----- |
| 96    | 68    | 60    | 68    | 68    | 102   | 142   |

График промене броја становника у току последњих година